# فرشته‌شناسی
به شناخت فرشتگان به عنوان پیام‌آوران خدا، محافظان انسان و کارگزاران خدا فرشته‌شناسی گویند که یکی از مسائل مهم الهیات در ادیان ابراهیمی (یهودیت، مسیحیت و اسلام) و برخی از ادیان غیر ابراهیمی مانند دین هندو است.